# أنس فودة
أنس عبد الله فودة (1 مارس 1971 -) هو صحفي وإعلامي مصري، ساهم في إطلاق وإدارة العديد من المواقع الإلكترونية الصحفية الكبرى باللغة العربية منذ عام 1998.

## حياته ونشاته
- أصوله من قرية الصنافين بمركز منيا القمح بمحافظة الشرقية ومن مواليد حي شبرا بالقاهرة في 1 مارس 1971
- متزوج وله من الأبناء بنت وولد
- كان خلال سنوات دراسته الجامعية ناشطا طلابيا وسياسيا تولى رئاسة اتحاد طلاب كلية الإعلام وشارك في تنظيم عدد من الفعاليات للتعبير عن رأي الطلاب في عدد من القضايا السياسية الخارجية والداخلية التي حدثت خلال فترة دراسته، مثل المظاهرات والاعتصامات التي أعقبت غزو الكويت وما تلاها من تحالف دولي بقيادة الولايات المتحدة لإخراج العراق، وأحداث الانتفاضة الأولى، وقضايا الحريات ونزاهة الانتخابات في مصر والتنكيل بالمعارضة السياسية، كما تبنى عددا من المطالب الطلابية المزمنة في مصر مثل وقف التدخل الأمني في الجامعات وإنهاء وصاية الأساتذة على مجالس الاتحادات الطلابية ووقف العمل باللائحة الطلابية للعام 1979.

كان من أبرز ما قام به قيادة إضرابين طلابيين في كلية الإعلام أولهما كان احتجاجا على قيام قوات الأمن بقصف الطلاب داخل المدينة الجامعة بقنابل دخانية أوقعت إصابات وأدت لإصابة بعض الطلاب بالعمى، والثاني للمطالبة بتوفير مكان لائق للدارسة بالكلية التي كانت تعد الوحيدة من نوعها في العالم العربي حتى ذلك الوقت، وانتهى الإضراب الأخير بعد أن بدأ العمل الفعلي في بناء مبنى الكلية الذي كان حجر أساسه قد وضع قبل ذلك بخمسة وعشرين عاما.
تخرج من قسم الصحافة بكلية الإعلام بجامعة القاهرة عام 1992، وبدأ حياته المهنية محررا بقسم التحقيقات بجريدة الأحرار المصرية وشارك في عدد من الحملات الصحفية المهمة مع بدء إطلاق الإصدرا اليومي للصحيفة.

## مسيرته
انتقل في العام 1994 للعمل محررا بجريدة المسلمون الدولية التي كانت تصدرها الشركة السعودية للأبحاث والتسويق التي تصدر عددا من المطبوعات المهمة الأخرى مثل جريدة الشرق الأوسط ومجلة المجلة ومجلة سيدتي، وفي العام 1997 أصبح مديرا لمكتب الجريدة في القاهرة
ومع قرار الشركة السعودية بإغلاق جريدة المسلمون العام 1998 انتقل للعمل في مجال الصحافة الإلكترونية العربية في وقت كانت فيه اللغة لعربية ضيفا جديدا على عالم الإنترنت، وشارك في البداية في إطلاق الموقع الإخباري الإلكتروني moheet الذي كانت تملكه شركة أرابيا إنفورم لتكنولوجيا المعلومات بالقاهرة
قام خلال عمله بالشركة بتأسيس أو المشاركة في تأسيس وتحرير عدد من المواقع لاحقا من بينها:
- lakianti وكان أول موقع صحفي يومي موجه للمرأة العربية في ذلك الوقت (مغلق حاليا).
- awalnet وهو بوابة إلكترونية منوعة أطلقتها شركة أول نت التي تعد من أهم مزودي خدمات الإنترنت في السعودية.
- في العام 1999 انضم إلى الفريق المؤسس لموقع islamonline حيث ساهم برسم السياسة التحريرية لقسم الأخبار
- قام في العام 2001 بتأسيس موقع lailatalqdr والذي كان يقدم خدمة إخبارية موجهة للأقليات المسلمة حول العالم (مغلق حاليا)
- وفي العام 2002 انضم إلى فريق موقع bab الذي أسسه الصحفي الدكتور عمار بكار الذي شارك أنس فودة العمل بجريدة المسلمون مراسلا للصحيفة من واشنطن
- ومع بدايات العام 2003 تشارك أنس فودة مع الدكتور عمار بكار التخطيط لإطلاق موقع العربية نت والذي رأى النور مع بدايات العام 2004 برئاسة تحرير الدكتور عمار بكار وتولى فودة فيه مهمة مدير التحرير.
- وسرعان ما نجح الموقع في رسم هوية خاصة له بين المواقع الإخبارية على شبكة الإنترنت وفتح آفاقا جديدة لحرية التعبير في المواقع العربية نظرا لما قدمته التجربة من هامش حرية واسع تمثلت في نوعية الموضوعات التي يتم طرحها والسماح لأول مرة للجماهير العربية بالتعليق على الأخبار، وهي التجربة التي تحتذيها حاليا معظم المواقع العربية حاليا.
- مع النجاح الذي حققه الموقع في وقت وجيز والصعود المنتظم الذي حافظ عليه قامت مجموعة مركز تلفزيون الشرق الأوسط التي تملك قناة العربية بتأسيس إدارة للإعلام الجديد تولت الإشراف على كل مواقعها الإلكترونية تحت رئاسة الدكتور عمار بكار.
- بعد نحو 6 سنوات من تولي إدارة تحرير العربية.نت وبعد أن أصبح الموقع يحقق نحو مليون صفحة مزارة يوميا، انتقل في فبراير 2009 للعمل مديرا عاما لموقع إم بي سي نت  الذي تملكه نفس مجموعة مركز تلفزيون الشرق الأوسط ويعبر عن مجموع قنواتها وإذاعاتها، ويقدم الموقع للقارئ معلومات ومتابعات صحفية لأهم الأعمال التي تقدمها قنوات MBC المختلفة باللغتين العربية والإنجليزية إضافة إلى خدمة مشاهدة حسب الطلب لكثير من الأعمال الدرامية والبرامج التي تملك MBC الحق الحصري لها.
- انتقل للعمل في شبكة الجزيرة الإخبارية عام 2013 حيث ساهم في وضع نواة إستراتيجية جديدة للإعلام الجديد.
- أسس موقع [هافينغتون بوست عربي] عام 2015 ورأس تحريره حتى نهاية عام 2017[2]
- عاد مجددا إلى شبكة الجزيرة ليرأس تحرير موقع الجزيرة.نت منذ مطلع 2018 وحتى الآن

### رئاسته لتحريرهافينغتون بوست عربي
انتقل في العام 2014 إلى لندن ليتولى منصب رئيس تحرير موقع هافينغتون بوست عربي  والذي تم إطلاقه رسميا في حفل بلندن في 27 يوليو 2015 حضرته أريانا هافينغتون مؤسسة الموقع ومديرته، ووضاح خنفر المدير العام السابق لشبكة الجزيرة الإعلامية والمدير التنفيذي لشركة إنتيجرال ميديا ستراتيجيز التي أطلقت النسخة العربية.
رئيس تحرير  موقع الجزيرة.نت
شارك في عدد من المؤتمرات والملتقيات الإعلامية في دول عربية عديدة مثل مصر والإمارات والكويت وسلطنة عمان للحديث عن الصحافة الإلكترونية العربية من زوايا عديدة مثل: التقنيات التحريرية الخاصة، مواصفات الصحفي الإلكتروني، الوعي بقضايا حقوق الإنسان في الصحافة الإلكترونية العربية، مواصفات الصحيفة الإلكترونية الناجحة، مستقبل الصحافة الإلكترونية في العالم العربي.

## اعتقاله
في يوم 27 يونيو 2013 تم توقيف أنس فودة في مطار دبي أثناء سفره منتقلا للعمل في شبكة الجزيرة بالدوحة، وتمت مطالبته بمراجعة الأمن الجنائي، وفي يوم 2 يوليو 2013 توجه أنس بصحبة موظف من القنصلية المصرية في دبي إلى مكتب التحريات في عجمان، حيث تم احتجازه بعد ذلك ونقله معصوب العينين إلى حبس انفرادي في أبو ظبي.
وفي إفادته التي نقلتها عدة منظمات حقوقية وقنوات تلفزيونية  قال فودة إنه خضع للتحقيق ليوم واحد قبل ليلة من الإطاحة بالرئيس المصري السابق محمد مرسي حيث وجهت له أسئلة عن طبيعة علاقته بجماعة الإخوان المسلمين، وقال فودة إنه لا ينكر هذه العلاقة ولكنه اعتبرها محدودة وتوقفت عند العام 1995، وقال إنه لم يخضع للتحقيق بعد ذلك لمدة 35 يوما حتى تم إطلاق سراحه والاعتذار له وترحيله إلى مصر، حيث فوجئ في الطائرة بوجود حملة إعلامية لمساندته.